# Bourseul
Bourseul é uma comuna francesa na região administrativa da Bretanha, no departamento Côtes-d'Armor. Estende-se por uma área de 22,02 km². Em 2010 a comuna tinha 1 184 habitantes (densidade: 53,8 hab./km²).